# Achille Joinard

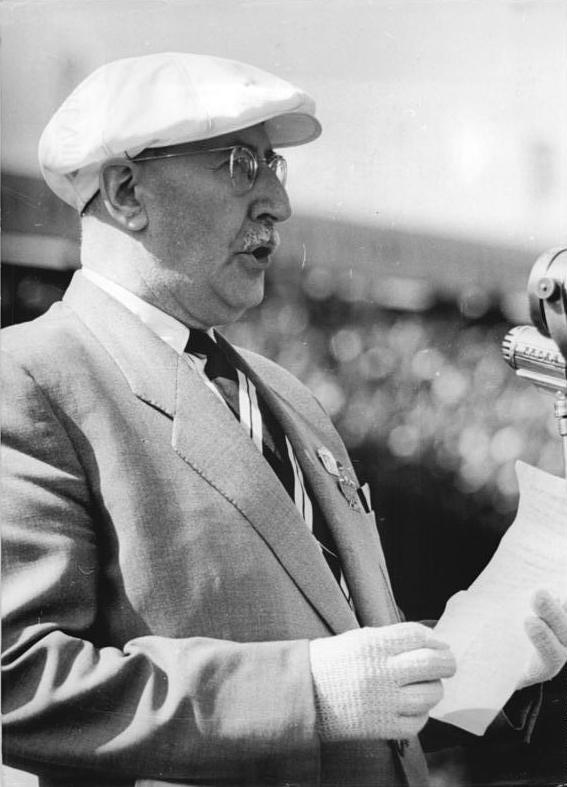
Achille Joinard eröffnete die Internationale Friedensfahrt 1955

Achille Henri Joinard (* 28. Oktober 1889 in Paris; † 20. Oktober 1958 ebenda) war ein französischer Sportfunktionär und Nationalist. Von 1947 bis 1957 war er Präsident des Weltradsportverbandes Union Cycliste Internationale (UCI).

## Politische Aktivitäten
Schon in jungen Jahren engagierte sich Achille Joinard als Nationalist. Im Mai 1906, im Alter von 16 Jahren, war er ein Gründungsmitglied der Ligue de la Rose, deren Präsident er auch war. Diese „Liga der katholischen und patriotischen Jugend“ hatte monarchistische Tendenzen, wandte sich gegen Freimaurerei und agitierte zum Beispiel gegen den Schullehrer und Professor Amédée Thalamas, der im Unterricht sowie in einem Buch Zweifel an der göttlichen Mission von Johanna von Orleans (Jeanne d'Arc) geäußert hatte, weshalb er heftig angefeindet wurde.
Die Liga gab eine eigene Zeitschrift, Le Mousquetaire, heraus, deren Chefredakteur auch Joinard war.
Die Gruppe war zwischen 1906 und 1910 äußerst aktiv und organisierte patriotische Zeremonien, wie Kranzniederlegungen vor Statuen von Jeanne d’Arc und dem Panthéon sowie öffentliche Versammlungen und Konferenzen.
1910 ehrte die Liga den Journalisten Louis Grégori, der zwei Jahre zuvor ein Attentat auf Alfred Dreyfus verübt hatte und dessen Sekretär Joinard war. 1912 wollten Joinard und die Mitglieder der Liga unter der Präsidentschaft des früheren Ministers Émile Flourens eine Union française aller rechten und nationalistischen Ligen gründen, aber das Vorhaben blieb ohne Erfolg.
1907 wurde Joinard zu 15 Francs Geldstrafe und zwei Tagen Haft wegen nächtlicher Ruhestörung verurteilt, weil er nach dem Verlassen einer Versammlung im Salle Wagram in Paris „Nieder mit Picquart! Nieder mit Clemenceau!“ gerufen hatte. 1909 gab jemand eine Todesanzeige von ihm auf, die sofort im Figaro dementiert wurde. Beruflich war Achille Joinard zunächst als Mitarbeiter der Crédit Lyonnais und später als Händler für religiöse Artikel tätig.
1912 kandidierte Joinard als erklärter „Anti-Freimaurer“ und „antijüdischer“ Kandidat der Union française  bei den Kommunalwahlen im Wahlkreis Quartier de l’Hôpital Saint-Louis, wo er mit 266 Stimmen vier Prozent Zustimmung erhielt. Er war Mitglied des Verbandes der Amis des retraites militaires (dt. Freunde der ehemaligen Militärangehörigen), bevor er in den 1920er Jahren den Jeunesses patriotes (dt. patriotische Jugendliche) beitrat.
In den 1930er Jahren wurde er Mitglied der Ligue des Patriotes (LDP), wo er Präsident der Sektion des 10. Arrondissements war. Unter seiner Führung kämpften die Ligamitglieder mit Aktionen besonders für die Verteidigung traditioneller Werte, indem sie etwa vermeintlich unmoralische Theatervorstellungen störten.

## Karriere im Radsport
Achille Joinard war ein vielseitiger Sportler; er betrieb Fechten, Boxen und Leichtathletik. Ab 1925 war er Präsident eines Radsportclubs im 10. Arrondissement in Paris. Er begann, seine beiden Leidenschaften zu verbinden, indem er eine Radsport-Gruppe in der LDP gründete und sich auch darüber hinaus sportpolitisch einmischte. 1931 ergriff er bei den Bahn-Weltmeisterschaften in Kopenhagen die Partei des französischen Rennfahrers Lucien Michard gegen eine Entscheidung des Weltradsportverbandes UCI.
1933 gründete er den Radsportclub Jeunesses Populaires et Sportives (JPS), mit Michard als Ehrenmitglied und mit ihm selbst als Präsident; der Verein war weiterhin eng mit nationalen und rechtsextremen Kreisen verbunden.
So organisierte Joinard im Club eine Feier zum 50. Todestag des nationalistischen Dichters Paul Déroulède. Von 1940 bis 1942 war er Vize-Präsident der Union vélocipédique de France und unterstützte deren Umwandlung in die Fédération française de cyclisme (FFC) als Präsident des Komitees der Île-de-France. 1943 wurde er Interimspräsident der FFC, nachdem der damalige Präsident César Banino zurückgetreten war.
1945 wurde Achille Joinard Präsident der FFC und 1947 Präsident der UCI. Als solcher bewegte er französische Radrennfahrer, bei der Internationalen Friedensfahrt zu starten, die er als „Tour de France des Ostens“ bezeichnete. Oft wird auch sein Ausspruch „La bicyclette est fille de Bretagne“ (dt. „Das Fahrrad ist eine Tochter der Bretagne.“) zitiert.
1955 geriet Joinard unter Korruptionsverdacht: Der französische Verband, der sich zunächst um die Austragung der UCI-Bahn-Weltmeisterschaften 1955 beworben hatte, hatte angeblich für den Rückzug seiner Bewerbung vom italienischen Verband umgerechnet 5 Millionen Mark erhalten. Gerüchte, Joinard, der auch Präsident des französischen Verbandes war, habe das Geld persönlich erhalten, wurden vom französischen Verband zurückgewiesen. Man habe auf die Ausrichtung der WM verzichtet, weil bei den UCI-Bahn-Weltmeisterschaften 1952, die in Paris stattfanden, der Zuschauerzuspruch zu gering gewesen sei.

## Ehrungen
Joinard war Chevalier der Ehrenlegion, Offizier der Académie de l’éducation physique und Träger deren Goldmedaille. Zudem war er Vize-Präsident des französischen Nationalen Olympischen Komitees und Mitglied des obersten französischen Erziehungsrates.